# Wróblin Głogowski

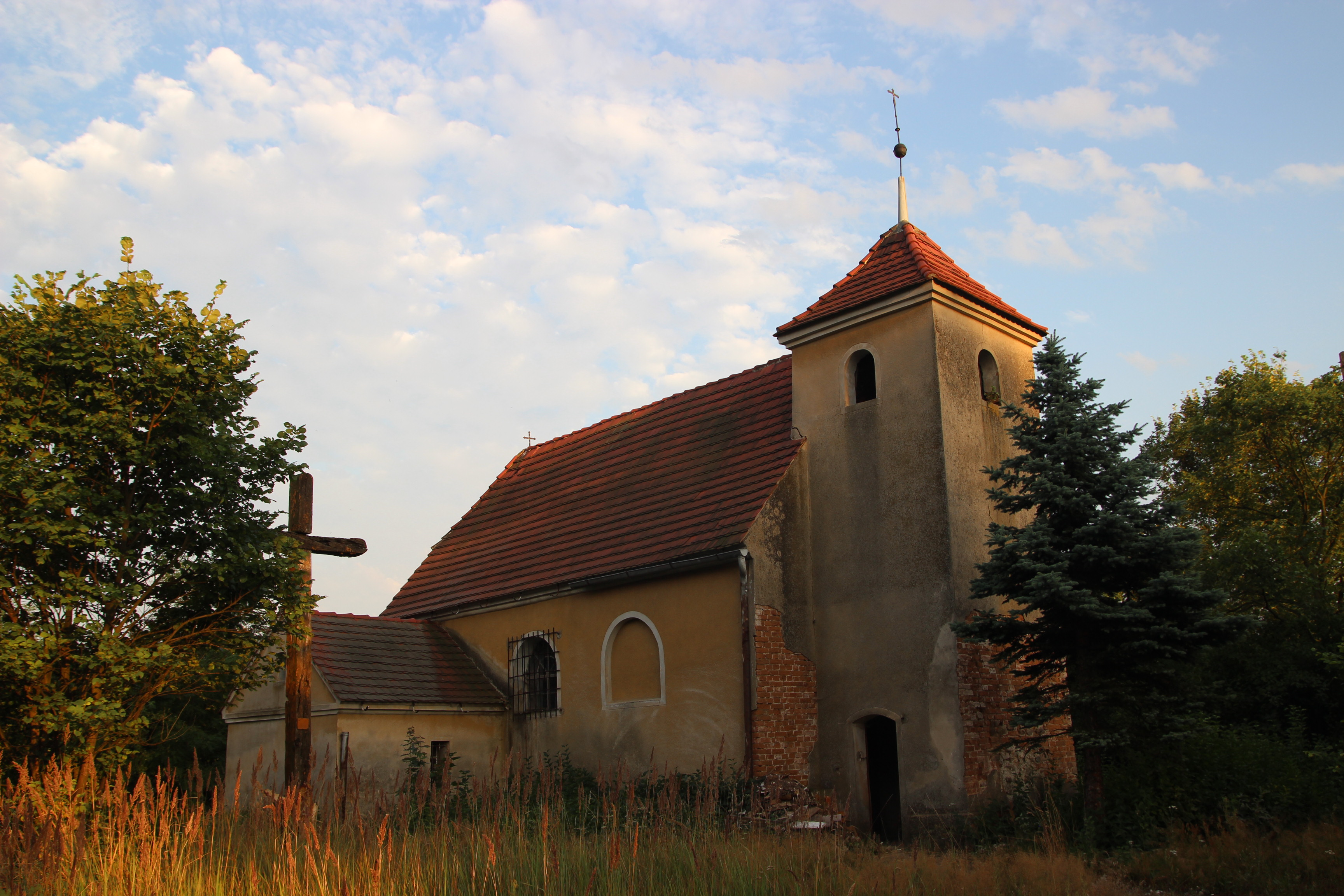
Ehemalige Dorfkirche St. Helena in Wróblin Głogowski

Wróblin Głogowski (deutsch Fröbel) ist ein weitgehend aufgegebenes Dorf in der polnischen Woiwodschaft Niederschlesien, das zur Stadt Głogów (Glogau) im Powiat Głogowski gehörte. Auf dem Gebiet von Wróblin Głogowski leben heute nur noch sechs Einwohner. Offiziell existiert der Ort nicht mehr.

## Geografische Lage
Der Ort liegt etwa 15 Kilometer nordwestlich der Innenstadt von Głogów. Umliegende Ortschaften sind Skidniów (Skeyden) im Norden, Ceber (Ziebern Vorwerk) im Nordosten, Bogomice (Biegnitz) im Osten, Biechów (Beichau) im Südosten, Żukowice (Herrndorf) und Słoćwina (Schlatzmann) im Süden, Domaniowice (Mangelwitz) im Südwesten, Brzeg Głogowski (Brieg) und Czerna (Klein Tschirne) im Westen sowie Dorzecze (Bauschhof Vorwerk) im Nordwesten.
Wróblin Głogowski liegt direkt an der Oder. Etwa einen Kilometer südlich des Dorfes verläuft die Droga wojewódzka 292. Ebenfalls südlich verläuft die Bahnstrecke Wrocław–Szczecin.

## Geschichte
Wróblin Głogowski wurde erstmals im Jahr 1295 im Liber fundationis episcopatus Vratislaviensis als Dorf Wroblino urkundlich erwähnt. Der Ortsname leitet sich nach dem deutschen Linguisten Heinrich Adamy von dem polnischen wróbel ab, welches Sperling bedeutet. Daraus leitet sich der Name Wróblina ab, was Sperlingsdorf bedeutet. Der germanisierte Name Fröbel hat eine andere Bedeutung.
Das Dorf liegt in unmittelbarer Nachbarschaft zur Kupferhütte Głogow. In den 1970er-Jahren stellte man in der Umgebung von Wróblin Głogowski starke Bodenkontaminationen durch Blei, Zink und Kupfer fest, zudem traten bei vielen Bewohnern des Dorfes sowie der umliegenden Ortschaften Krankheiten wie Leukämie, Katarrh oder Organdegenerationen auf. Daraufhin verließen viele Einwohner den Ort. Heute existieren in Wróblin Głogowski nur noch die Kirche St. Helena, der Bahnhof und ein Wohngebäude, das von einer Familie mit sechs Mitgliedern bewohnt wird. Bei der Dorfkirche handelt es sich um einen 1810 erbauten klassizistischen Backsteinbau. Die Kirche wird nicht mehr genutzt und ist in einem sehr schlechten Zustand.
Bis 1945 gehörte Fröbel zum Deutschen Reich. Nach der Grenzziehung in der Zeit nach dem Zweiten Weltkrieg kam der Ort als Wróblin Głogowski an die Republik Polen. Zwischen 1975 und 1998 gehörte der Ort zur Woiwodschaft Legnica, nach deren Auflösung in Folge einer Gebietsreform kam der Ort zur Woiwodschaft Niederschlesien.

## Persönlichkeiten
- Bernhard Bogedain (1810–1860), Weihbischof und Domherr in Breslau sowie Titularbischof von Hebron.

## Nachweise
1. ↑  INFORMACJA O LUDNOŚCI GŁOGOWA NA DZIEŃ 31-12-2017 r. 29. Januar 2018, abgerufen am 10. März 2018 (polnisch).
2. 1 2  Joanna Dzikowska: Ostatni mieszkańcy zatrutej wsi. Wszyscy uciekli, zostały ruiny. In: wyborcza.pl. 9. Mai 2016, abgerufen am 3. März 2018 (polnisch).
3. ↑  Liber fundationis episcopatus Vratislaviensis Online. In: dokumentyslaska.pl. Abgerufen am 3. März 2018.
4. ↑  Heinrich Adamy: Die Schlesischen Ortsnamen - Ihre Entstehung und Bedeutung. Verlag von Priebotsch`s Buchhandlung, Breslau 1888.
5. ↑  Anna Białęcka: Mieszkają w sąsiedztwie wielkiego producenta miedzi i nie jest im tam dobrze. In: gazetalubuska.pl. Gazeta Lubuska, 14. März 2009, abgerufen am 3. März 2018 (polnisch).